# 张倩红
张倩红（1964年—），河南灵宝人，汉族，女性；中华人民共和国政治人物、第十二届全国人民代表大会河南地区代表。
毕业于西北大学世界地区史专业。河南大学历史文化学院院长。2008年，当选第十一届全国政协委员，代表社会科学界，分入第三十二组。2013年，担任全国人大代表。
主要學術著作：
- 《 猶太人. 猶太精神 》

- 《 埃及史： 神秘與驚奇的古國》（ 三民書局 臺北市 二零零四年三月初版一刷 ）